# Sphaerostephanos uaniensis
Sphaerostephanos uaniensis är en kärrbräkenväxtart som beskrevs av Holtt. Sphaerostephanos uaniensis ingår i släktet Sphaerostephanos och familjen Thelypteridaceae. Inga underarter finns listade.